# Teoría del cargo y del abono
La teoría del cargo y del abono se refiere a las consecuencias que tienen las transacciones comerciales sobre la ecuación patrimonial.  
La teoría del cargo y el abono es un principio fundamental en contabilidad que establece que cada transacción financiera afecta al menos a dos cuentas: una se debita (cargo) y la otra se acredita (abono).   

## Aumento de un activo; aumento de un pasivo
Este tipo de "transacción" es muy frecuente, ya que se origina con todas las compras a crédito realizadas y préstamos obtenidos.
O no depreciable (terreno); pero aumenta un pasivo que sería "Cuentas por pagar", cuenta que indica la obligación que tiene la empresa.
1. Caso de las compras a crédito: Se adquiere una compra de un activo fijo depreciable (mobiliario, vehículo, equipos, edificios entre otras cosas).
2. Caso del préstamo: Un préstamo es una cantidad de dinero que pide la empresa a algún prestamista o también como un crédito cedido por un banco, aumentando la cuenta "Caja" o también la cuenta "Banco" y que debe ser pagado por la empresa en un plazo determinado, esta cuenta sería "Préstamos por pagar".(esta cuenta normalmente es pagada con garantía).

## Aumento de un activo, disminución de otro pasivo
Una transacción de este tipo se produce cuando hay una permuta de activos, es decir, un cambio de un activo por otro activo de igual valor que el anterior. Ocurre cuando hay cobros a clientes, compras al contado y depósito de dinero en una cuenta corriente bancaria.
Cobros a clientesAl cobrar a un cliente una determinada cantidad de dinero, aumenta la cuenta "Caja" u ocasionalmente "Banco", pero la cuenta "Cuentas por cobrar" se verá disminuida o eliminada totalmente ya que los cobros fueron realizados.
Compras al contadoEs cuando la empresa paga al contado sea en efectivo o en cheque, la compra de otro activo del mismo valor que la cantidad pagada. En este caso, puede disminuir la cuenta "Caja" o "Banco", dependiendo de cómo fue comprado el activo que aumenta por el precio pagado. Este activo puede ser una activo fijo depreciable o no depreciable.
Depósito bancarioSimplemente es el traslado de un monto en efectivo a una cuenta corriente bancaria. En una transacción donde haya un depósito bancario, disminuye la cantidad de dinero de la cuenta "Caja", pero aumenta la cantidad de dinero en la cuenta "Banco" al ingresar dicho dinero en su cuenta corriente.

## Disminución de un activo; disminución de un pasivo
Este tipo de transacción ocurre cuando es pagada una obligación o un compromiso, tales como deudas con un proveedor o el pago de un préstamo.

## Disminución de un pasivo, aumento de otro pasivo
Liquidamos el saldo a uno de nuestros proveedores, firmándole un pagaré a 90 días.
- P Proveedores
+ P Documentos por pagar

Pagamos el saldo a uno de nuestros acreedores, firmándole un pagaré a 180 días.
- P Acreedores diversos
+ P Documentos por pagar
Renovamos documento a nuestro cargo y a favor de uno de nuestros proveedores, firmando otro documento con vencimiento a 90 días.
- P Documentos por pagar
+ P Documentos por pagar

## Disminución de capital; disminución de un activo
Ocurre cuando hay que pagar de imprevisto una cuenta pendiente de pago.